# Rasmussen Basin
Rasmussen Basin är en vik i Kanada.   Den ligger i territoriet Nunavut, i den nordöstra delen av landet, 2 800 km nordväst om huvudstaden Ottawa.